# Kupferoctanoat
Kupferoctanoat ist eine chemische Verbindung des Kupfers aus der Gruppe der Caprylsäurederivate.

## Eigenschaften
Kupferoctanoat ist ein blauer Feststoff, der in Wasser rasch zu Cu2+ und Octanoat hydrolysiert.

## Verwendung
Kupferoctanoat wird als Fungizid (z. B. als Holzschutzmittel und für Ziergehölze) verwendet.

## Zulassungsstatus
Die Verbindung wurde 1997 in den USA zugelassen.
In der Schweiz und einigen Staaten der EU sind derzeit Pflanzenschutzmittel-Produkte mit diesem Wirkstoff (z. B. Cueva) zugelassen, nicht aber in Deutschland und Österreich.